# Joseph Burr Tyrrell
Pour les articles homonymes, voir Burr et Tyrrell.

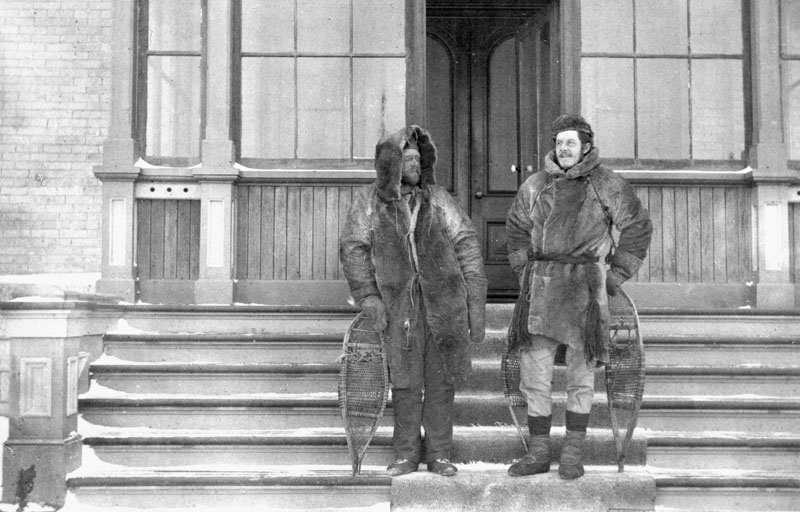
Joseph Burr Tyrrell (à gauche) et Monroe Fergusson - 1894.

Joseph Burr Tyrrell (1er novembre 1858 à Weston, Canada-Ouest (futur Ontario) - 26 août 1957 à Toronto) est un géologue, explorateur, cartographe, consultant minier et historien canadien.

## Biographie
Travaillant à la Commission géologique du Canada, il explore plusieurs régions du Canada, notamment les Territoires du Nord-Ouest, du lac Athabaska à la baie d'Hudson (ces territoires incluent alors, outre la région des Territoires du Nord-Ouest actuelle, les provinces de Saskatchewan, d'Alberta et Nunavut qui ne sont pas encore créées) et le cours des rivières Thelon et Dubawnt. Ces explorations lui permettent de :
- établir des cartes du Canada ;
- élargir le socle de connaissances relatif à la faune et la flore ;
- découvrir d'importants gisements houillers en Alberta et Colombie Britannique, dont le plus important gisement de charbon bitumineux au Canada ;
- découvrir un site riche en ossements de dinosaures, dont ceux d'une nouvelle espèce : l'Albertosaurus, proche du Tyrannosaurus.

Joseph B. Tyrrell découvre un ensemble de lacs traversés par la rivière Thelon : les lacs Beverly, Aberdeen (ainsi nommé par J.B. Tyrrell en hommage à Lord Aberdeen, Gouverneur Général de 1893 à 1898) et Schultz.
Son frère James Williams Tyrrell l'accompagne lors de son expédition des Barren Lands en 1893.
En 1898, il se rend au Yukon afin d'évaluer la richesse du gisement d'or récemment découvert (voir La ruée vers l'or du Klondike). Après 17 ans passés à la Commission Géologique du Canada, et malgré la notoriété due à ses nombreuses découvertes géologiques et archéologiques, il n'a qu'un salaire de commis.

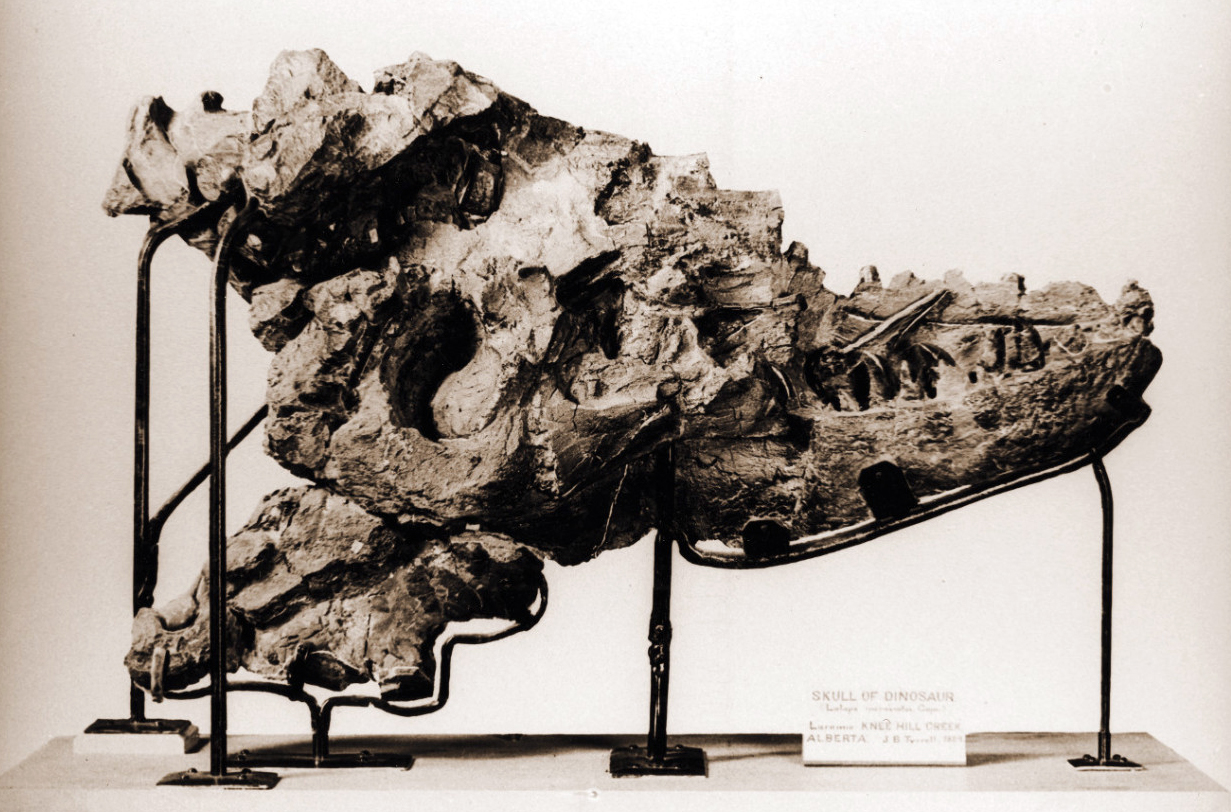
Crâne de lAlbertosaurus découvert par Joseph Burr Tyrrell.

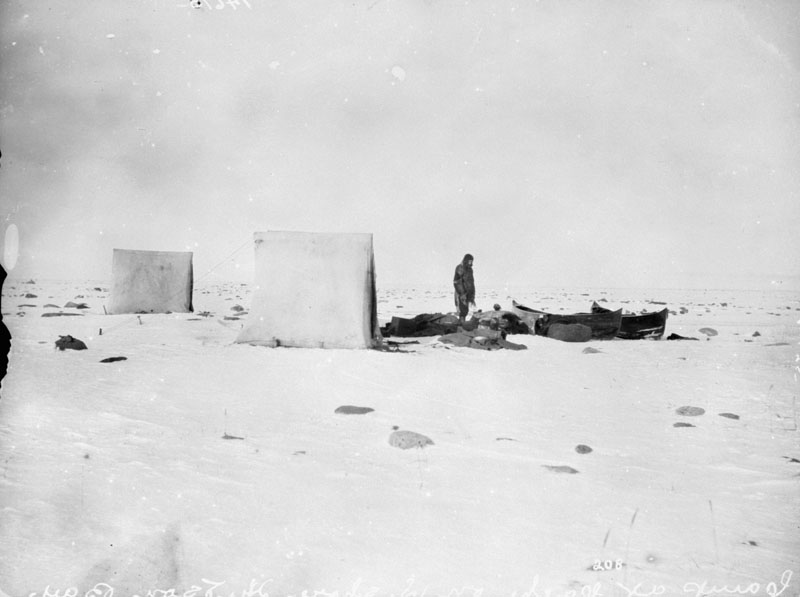
Expédition des Territoires du Nord-Ouest - Campement sur le rivage ouest de la baie d'Hudson - Photo prise par Joseph Burr Tyrrell en 1893.

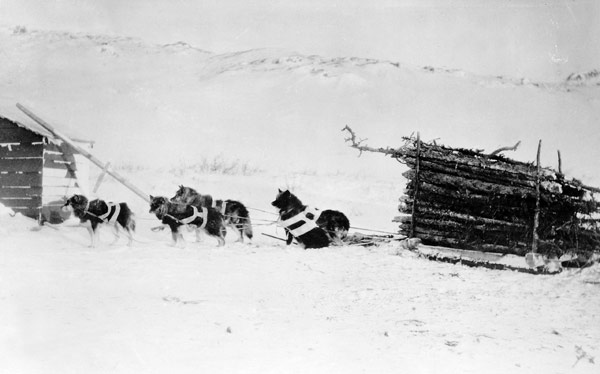
Expédition des Territoires du Nord-Ouest - Attelage prêt au départ pour le trajet Churchill / Winnipeg. Photo prise par Joseph Burr Tyrrell en 1894.

Il décide de se mettre à son compte comme consultant minier à Dawson. En 1906, après la ruée vers l'or du Klondike, il retourne à Toronto et crée une société de conseil en géologie.
En 1924, lorsque les propriétaires de la compagnie Beaver Consolidated Mining exploitant une mine d'or à Kirkland Lake manquent de fonds pour poursuivre leur prospection, Joseph Burr Tyrrell leur prête l'argent nécessaire au financement des travaux d'exploration et ils découvrent un nouveau filon dans la concession. Cette initiative est un succès car le filon reste en exploitation jusqu'en 1960, produisant environ 40 millions de dollars d'or. À sa retraite à l'âge de 69 ans, Joseph B. Tyrrell est gérant général de la Kirkland Lake Gold Mining Company ; il en reste le président jusqu'en 1955.
Pendant sa retraite, il exploite une ferme spécialisée dans la production de pommes. Le site de cette exploitation est maintenant occupé en partie par le zoo de Toronto.

## Postérité
De nombreux sites portent le nom de Tyrrell en hommage à ses nombreuses découvertes.
- En 1883, un pic du Parc national de Banff fut nommé Mont Tyrrell par George Dawson en hommage à son arpenteur adjoint.
- En 1985, le musée de paléontologie de Drumheller (Alberta), où furent découverts les ossements de dinosaures par J.B. Tyrrell, fut dénommé Royal Tyrrell Museum of Palaeontology.
- Dans les Territoires du Nord-Ouest et en Alberta se trouvent des Lacs Tyrrell.
- La mer postglaciaire qui recouvrait la baie d'Hudson et les terres qui l'entouraient entre 8000 ans et 2000 av. J.-C. porte le nom de Mer de Tyrrell.
- En Ontario se trouve une ville Tyrrell.

En 1927, Joseph Burr Tyrrell fit un don à la Société royale du Canada pour créer une médaille récompensant l'avancement de la connaissance de l'histoire du Canada. Elle est décernée en reconnaissance de travaux éminents sur l'histoire du Canada et est attribuée tous les deux ans.

## Famille
Son épouse, Mary Edith Carey, a fondé la Women's Association of the Mining Industry of Canada. Cette association offre des bourses d'études aux étudiants en sciences de la Terre et soutient d'autres causes de l'industrie minière.